# 파올라 콜론나
파올라 콜론나(Paola Colonna, 1378년 경 – 1450년 11월 3일)는 1441년부터 1445년까지의 피옴비노 후작이다.
그녀는 제나차노의 군주인 아가피토 콜론나(Agapito Colonna)의 딸로 태어났다. 그녀의 형제인 조르다노(Giordano)가 짧은 기간에 베노사의 공작, 살레르노 대공이였으며, 또 다른 형제인 오도(Oddo)는 교황 마르티노 5세가 되었다. 1396년 6월 18일, 그녀는 피옴비노의 군주 게라르도 아피아노와 혼인하였다. 그의 죽음으로, 그녀는 아들인 이아코포의 섭정을 맡게 되었다. 이아코포도 순절하자, 그녀는 후국을 떠났으며, 카테리나 아피아노를 콘도티에로인 리날도 오르시니와 혼인시켰다.
그녀는 1450년에 피옴비노에서 임종하였다.

## 같이 보기
- 콜론나가

| 이전 이아코포 2세 아피아노 | 피옴비노 후작 1441년–1445년 | 이후 카테리나 아피아노 |